# Массовое убийство в Мукарадибе
Массовое убийство в Мукарадибе (англ. Mukaradeeb killings, араб. مجزرة حفلة عرس مكر الذيب‎) — убийство американскими военными более 40 человек в иракской деревне Мукарадиб неподалёку от ирако-сирийской границы 19 мая 2004 года. Среди убитых было 13 детей.
Накануне в деревне проходило свадебное торжество. В три часа ночи деревня была подвергнута американскими военными бомбардировке, затем туда вошли американские солдаты. Американские военные заявили, что в деревне прятались открывшие по ним огонь боевики, там не было никакой свадьбы и среди убитых не было детей. Так, бригадный генерал Марк Киммитт сказал: «Нет свидетельств, что там была свадьба: мы не нашли свадебных украшений, музыкальных инструментов, большого количества еды или оставшихся порций». Как заявил командующий 1-й дивизией морской пехоты генерал Джеймс Мэттис, «Сколько народу съехалось на эту свадьбу посреди пустыни, в 130 км от ближайшего жилья? Там было более двух дюжин годных к службе мужчин. Давайте не будем наивными!». По официальной версии американских военных, «в ходе операции войска коалиции попали под встречный огонь, и им потребовалась поддержка с воздуха». Джеймс Матис отметил, что не видел показанные по арабскому телевидению похороны ребёнка, заявив: «я не собираюсь извиняться за действия своих подчинённых».
Однако сотрудники агентства «Associated Press Television News» (APTN) (подразделения «Ассошиэйтед пресс») получили видеоплёнку свадебного торжества. На видео видно, как к месту церемонии съезжаются около десятка автомобилей со свадебными лентами, выходит невеста, одетая в западном стиле — в белом платье и вуали. Свадьба на видео, заснятая убитым позднее оператором, длится несколько часов. Сотрудники APTN, прибывшие на следующий день в деревню, обнаружили обломки музыкальных инструментов, кастрюли, сковороды и яркие постельные принадлежности, используемые для проведения торжества. Репортёр и фотограф агентства взяли интервью у выживших, узнав многих из них на видеозаписи свадьбы.
Свояченица жениха, 30-летняя Халима Шибаб в интервью «The Guardian» сказала: «Мы выбежали из дома, и американские солдаты стали стрелять в нас. Лежа на земле, они убивали нас прицельными выстрелами одного за другим». По её словам, она взяла на руки младшего сына и бросилась бежать, двое её сыновей побежали следом. От взрыва гранаты два её сына погибли. «Я упала на землю; американский солдат подошел и пнул меня. Я притворилась мертвой и, думаю, только это спасло меня от смерти. Мой младший сын был жив и испуганно прижимался ко мне». Как отмечает газета, её слова, подтверждённые другими жителями, противоречат заявлениям американских военных.
В больничной палате с Халимой Шибаб находились также три тяжелораненных девочки из семьи Ракат. Младшей было около года. Старшей, 15-летней, врачи ампутировали правую ступню. Как писал корреспондент «The Guardian», «среди погибших были 27 членов семьи Ракат, приехавшие на свадьбу гости и игравшие на торжестве музыканты, в том числе Хусейн Аль-Али — самый популярный современный певец на западе Ирака».
55-летний житель Маати Наваф сказал, что у него погибла 25-летняя дочь и два её ребёнка — четырёх и шести лет. Сестра Навафа и две её дочери также были убиты. Как заявил Наваф, «американцы называют их иностранными боевиками. Это ложь».
Немецкий журнал «Spiegel» привёл слова одного из иракцев, бывших в деревне: «Это была свадьба, и лётчики напали на людей, собравшихся в доме. Это та демократия и свобода, которые нам принес Буш? Для нападения не было вообще никаких причин».